# Tvärstrimmig hackspett
Tvärstrimmig hackspett (Veniliornis nigriceps) är en fågel i familjen hackspettar inom ordningen hackspettartade fåglar.

## Utseende
Tvärstrimmig hackspett är en liten hackspett med olivgrönt ovan och tätt tvärbandad undersida. I ansiktet syns vita strimmor. Hanen har rött på hjässan, honan svart. Arten liknar gulbukig hackspett, men olikt denna sträcker sig bandningen utmed hela undersidan, ända till undergumpen.

## Utbredning och systematik
Tvärstrimmig hackspett förekommer i Anderna och delas in i tre underarter med följande utbredning:
- equifasciatus – norra Colombia och Ecuador
- pectoralis – Peru
- nigriceps – Bolivia (Cochabamba och västra Santa Cruz)

### Släktestillhörighet
Arten placeras traditionellt i släktet Veniliornis. DNA-studier visar dock att övervägande amerikanska hackspettar som tidigare förts till Picoides står närmare Venilliornis än typarten i släktet, tretåig hackspett. Olika auktoriteter behandlar dessa resultat på varierande sätt, där dessa hackspettar oftast lyfts ut i de mindre släktena Dryobates och Leuconotopicus, som successivt är Veniliornis-arternas närmaste släktingar. Tongivande Clements et al har istället valt att inkludera alla i ett expanderat Dryobates.

## Levnadssätt
Tvärstrimmig hackspett hittas i höglänta bergsskogar. Där ses den födosöka i skogens alla skikt, ibland som en del av kringvandrande artblandade flockar.

## Status och hot
Arten har ett stort utbredningsområde, men tros minska i antal, dock inte tillräckligt kraftigt för att den ska betraktas som hotad. Internationella naturvårdsunionen IUCN listar arten som nära hotad (LC).